# Alfred James Jolson
 (juillet 2019).
Si vous disposez d'ouvrages ou d'articles de référence ou si vous connaissez des sites web de qualité traitant du thème abordé ici, merci de compléter l'article en donnant les références utiles à sa vérifiabilité et en les liant à la section « Notes et références ».
Alfred James Jolson, né le 18 juin 1928 à Bridgeport (États-Unis) et décédé le 21 mars 1994 à Pittsburgh (États-Unis) est un prêtre jésuite américain, évêque de Reykjavik de 1987 à sa mort, en 1994.

## Biographie
Entré chez les jésuites le 1er février 1946 il suit le cours habituel de formation spirituelle et académique, obtenant ses diplômes à Boston et Weston College avant de poursuivre un doctorat à l’université grégorienne de Rome. Il est ordonné prêtre le 14 juin 1958. Il obtient également un ‘masters in business administration’ à l’université de Harvard. 
Après plusieurs années passées dans l’enseignement supérieur à Philadelphie (États-Unis), en Rhodésie du Nord (Zambie), et surtout à Bagdad (Irak), où les jésuites américains dirigeaient une importante université, il est nommé évêque de Reykjavik par le pape Jean-Paul II en 1987. Ses origines islandaises (du côté paternel) expliquent ce choix. Il reçoit la consécration épiscopale le 6 février 1988.
Pendant sept ans il est le pasteur des quelques milliers de catholiques en Islande, repartis en cinq paroisses, dont le nombre va croissant grâce à l’immigration. Son action pastorale donne une place importante à l’accueil des étrangers qui forment la majorité des catholiques de l’ile. 
Alfred Jolson meurt inopinément le 21 mars 1994, lors d’une visite à Pittsburgh (Pennsylvanie) aux États-Unis.